# Пам'ятки монументального мистецтва Перемишлянського району
У Перемишлянському районі Львівської області нараховується 6 пам'яток монументального мистецтва.
| # | назва | адреса                        | Номер | дата рішення                    |
| - | --- | ----------------------------- | ----- | ------------------------------- |
| 1 | Пам'ятник Франку І. Я., українському письменнику і вченому (ск. Перепадя, 1992, мармурова крихта)                      | с. Романів                    | 1638  | Розпорядження № 528, 19.07.1995 |
| 2 | Пам'ятник Хмельницькому Б. М., гетьману України (1954, з/бетон, камінь)                                                | м. Перемишляни                | 649   | Рішення № 183, 05.05.1972       |
| 3 | Пам'ятник Шевченку Т. Г., українському поету і художнику (ск. Е.Бучинський, арх. Б.Цар, 1992, мармурова крихта, бетон) | с. Болотня                    | 1639  | Розпорядження № 528, 19.07.1995 |
| 4 | Пам'ятник Шевченку Т. Г., українському поету і художнику (1961, мармурова крихта, бетон)                               | с. Дунаїв, у парку            | 1640  | Рішення № 183, 05.05.1972       |
| 5 | Пам'ятник Шевченку Т. Г., українському поету і художнику (ск. В.Сколоздра, 1968, мармурова крихта, бетон)              | с. Лани, у центрі села        | 648   | Рішення № 183, 05.05.1972       |
| 6 | Пам'ятник Шевченку Т. Г., українському поету і художнику (ск. В.Одрехівський, 1991, бронза)                            | м. Перемишляни, вул. Галицька | 1641  | Розпорядження № 528, 19.07.1995 |
|   | |                               |       |                                 |

## Джерело
Перелік пам'яток Львівської області [Архівовано 16 вересня 2012 у Wayback Machine.]